# Brasseuse
Brasseuse és un municipi francès, situat al departament de l'Oise i a la regió dels Alts de França. L'any 2007 tenia 120 habitants.

## Demografia

### Població
El 2007 la població de fet de Brasseuse era de 120 persones. Hi havia 44 famílies de les quals 8 eren unipersonals (8 homes vivint sols), 8 parelles sense fills, 12 parelles amb fills i 16 famílies monoparentals amb fills.
La població ha evolucionat segons el següent gràfic:
Habitants censats

### Habitatges
El 2007 hi havia 55 habitatges, 41 eren l'habitatge principal de la família, 1 era una segona residència i 13 estaven desocupats. 49 eren cases i 6 eren apartaments. Dels 41 habitatges principals, 24 estaven ocupats pels seus propietaris, 9 estaven llogats i ocupats pels llogaters i 8 estaven cedits a títol gratuït; 2 tenien dues cambres, 6 en tenien tres, 8 en tenien quatre i 25 en tenien cinc o més. 22 habitatges disposaven pel capbaix d'una plaça de pàrquing. A 15 habitatges hi havia un automòbil i a 21 n'hi havia dos o més.

### Piràmide de població
La piràmide de població per edats i sexe el 2009 era:
| Homes | Edats   | Dones |
| ----- | ------- | ----- |
| 0     | 95 o +  | 0     |
| 0     | 90 a 94 | 0     |
| 0     | 85 a 89 | 4     |
| 0     | 80 a 84 | 0     |
| 4     | 75 a 79 | 4     |
| 0     | 70 a 74 | 0     |
| 4     | 65 a 69 | 4     |
| 4     | 60 a 64 | 0     |
| 0     | 55 a 59 | 4     |
| 0     | 50 a 54 | 0     |
| 8     | 45 a 49 | 4     |
| 12    | 40 a 44 | 12    |
| 4     | 35 a 39 | 4     |
| 8     | 30 a 34 | 4     |
| 4     | 25 a 29 | 0     |
| 0     | 20 a 24 | 0     |
| 16    | 15 a 19 | 4     |
| 12    | 10 a 14 | 12    |
| 16    | 5 a 9   | 8     |
| 4     | 0 a 4   | 0     |

## Economia
El 2007 la població en edat de treballar era de 80 persones, 51 eren actives i 29 eren inactives. De les 51 persones actives 50 estaven ocupades (31 homes i 19 dones) i 1 aturada (1 home). De les 29 persones inactives 7 estaven jubilades, 9 estaven estudiant i 13 estaven classificades com a «altres inactius».
Activitats econòmiques
Dels 7 establiments que hi havia el 2007, 2 eren d'empreses de fabricació d'altres productes industrials, 1 d'una empresa de construcció, 2 d'empreses de comerç i reparació d'automòbils i 2 d'empreses d'informació i comunicació.
L'únic servei als particulars que hi havia el 2009 era una lampisteria.
L'únic establiment comercial que hi havia el 2009 era una gran superfície de material de bricolatge.

## Equipaments sanitaris i escolars
El 2009 hi havia una escola elemental integrada dins d'un grup escolar amb les comunes properes formant una escola dispersa.

## Poblacions més properes
El següent diagrama mostra les poblacions més properes.